# Phryxe disuncia
Phryxe disuncia là một loài ruồi trong họ Tachinidae.